# 安平駅
安平駅（あびらえき）は、北海道（胆振総合振興局）勇払郡安平町安平にある北海道旅客鉄道（JR北海道）室蘭本線の駅である。
事務管理コードは▲130329。

## 歴史

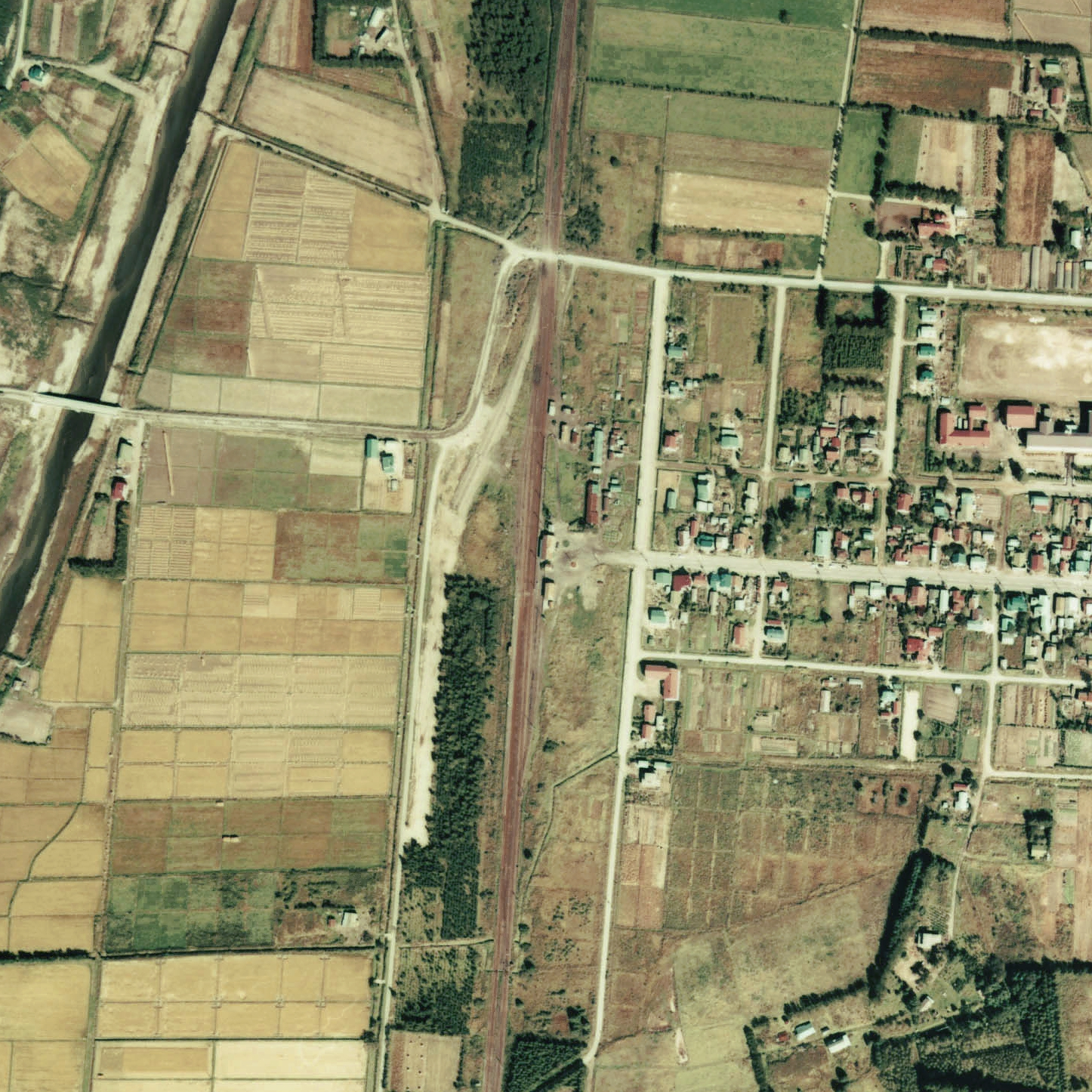
1975年の安平駅と周囲約750m範囲。下が苫小牧方面。中線を挟んだ千鳥状の相対式ホーム2面2線で、駅舎横の苫小牧側に貨物ホームと2本の引込み線、岩見沢側の踏切手前から下り側ホーム岩見沢端部まで、保線車用引込み線が敷かれている。その踏切からはまた、駅裏へ大きく膨らんだ白い軌道跡が残っているが、すぐ西側（左側）に1955年（昭和30年）に開設された陸上自衛隊安平駐屯地向けの側線跡で、丁度駅舎の対面付近に管理事務所も設けられていたが、全て撤去されている。

当初早来駅 - 追分駅間に駅は設置されていなかったが、当地付近に団体入植が多く行われたことや、当地の国有未開地への牧場目的での貸付・入植が殺到したことなどを受け設置されることとなった。
- 1902年（明治35年）10月11日：北海道炭礦鉄道室蘭線の早来駅 - 追分駅間に新設開業[4][5]。一般駅[1]。
  - 当初、現在地より約500 m 南方の高台付近に建設の予定であったが、「現在の位置が適当」として現在地に設置された。もともと当地は橋口幸次という人物が取得し牧場を開き、別の人物に貸与されていたが、当駅開設にあたって、停車場・市街用地が橋口から提供されている[5]。この時建設された駅舎は、前述の橋口と林梅五郎両名の寄付によるものであった[5]。
- 1906年（明治39年）10月1日：北海道炭礦鉄道の鉄道路線国有化により、官設鉄道に移管[1]。
- 1909年（明治42年）10月12日：線路名を室蘭本線に制定、それに伴い同線の駅となる。
- 1912年（明治45年）
  - 5月：駅舎改築工事に着手[5]。
  - 7月：駅舎改築工事竣工[5]。
- 1954年（昭和29年）12月？：陸上自衛隊北海道地区補給処安平弾薬支処・早来燃料支処（→安平駐屯地）開設[6]に伴い専用線敷設[7]。
- 1971年（昭和46年）3月15日：貨物取扱を接続専用線発着車扱貨物に限定。
- 1980年（昭和55年）5月15日：貨物・荷物扱い廃止[1]。同時に無人駅となる[8]（簡易委託化）。
- 1981年（昭和56年）11月2日：室蘭本線岩見沢駅 - 沼ノ端駅間CTC化に伴い、追分駅の被管理駅となる[9]。
- 1982年（昭和57年）4月1日：現駅舎使用開始[10]。
- 1987年（昭和62年）4月1日：国鉄分割民営化によりJR北海道に継承[1]。
- 2001年（平成13年）7月：簡易委託廃止、完全無人化。

### 駅名の由来
もともと当地の地名は「安平村シアビラ」であった。この、「シアビラ（支安平）」は、当駅所在地の北で安平川が二股に分かれた先の東股の川の名称であり、アイヌ語の「シアピラ（si-apira）」（本流の・安平川）に由来する。
このため、当初は「シアビラ」の名称となる予定であったとされるが、「シアビラ停車場という名称より、安平停車場という方がよい」という意見から、「安平」の駅名となり、最終的に字名も安平となった。

## 駅構造
相対式ホーム2面2線を有する複線区間の地上駅。互いのホームは1番線ホーム南側と2番線ホーム北側を結んだ跨線橋で連絡している。跨線橋はL字を背中合わせに付けた形態である。線路東側の駅舎側ホームが上り1番線、対向側ホームが下り2番線となっている。
追分駅管理の無人駅。駅舎は構内の東側（岩見沢方面に向かって右手側）に位置し1番線ホーム中央部分に接している。有人駅時代の駅舎は改築され、三川駅、古山駅、栗丘駅と同型の駅舎となっている。破風の配色は濃い茶色となっている。駅舎内に待合所のほか保線事務室、トイレを有する。

### のりば
| 番線 | 路線      | 方向 | 行先             |
| ---- | --------- | ---- | ---------------- |
| 1    | ■室蘭本線 | 上り | 苫小牧・糸井方面 |
| 2    | ■室蘭本線 | 下り | 追分・岩見沢方面 |

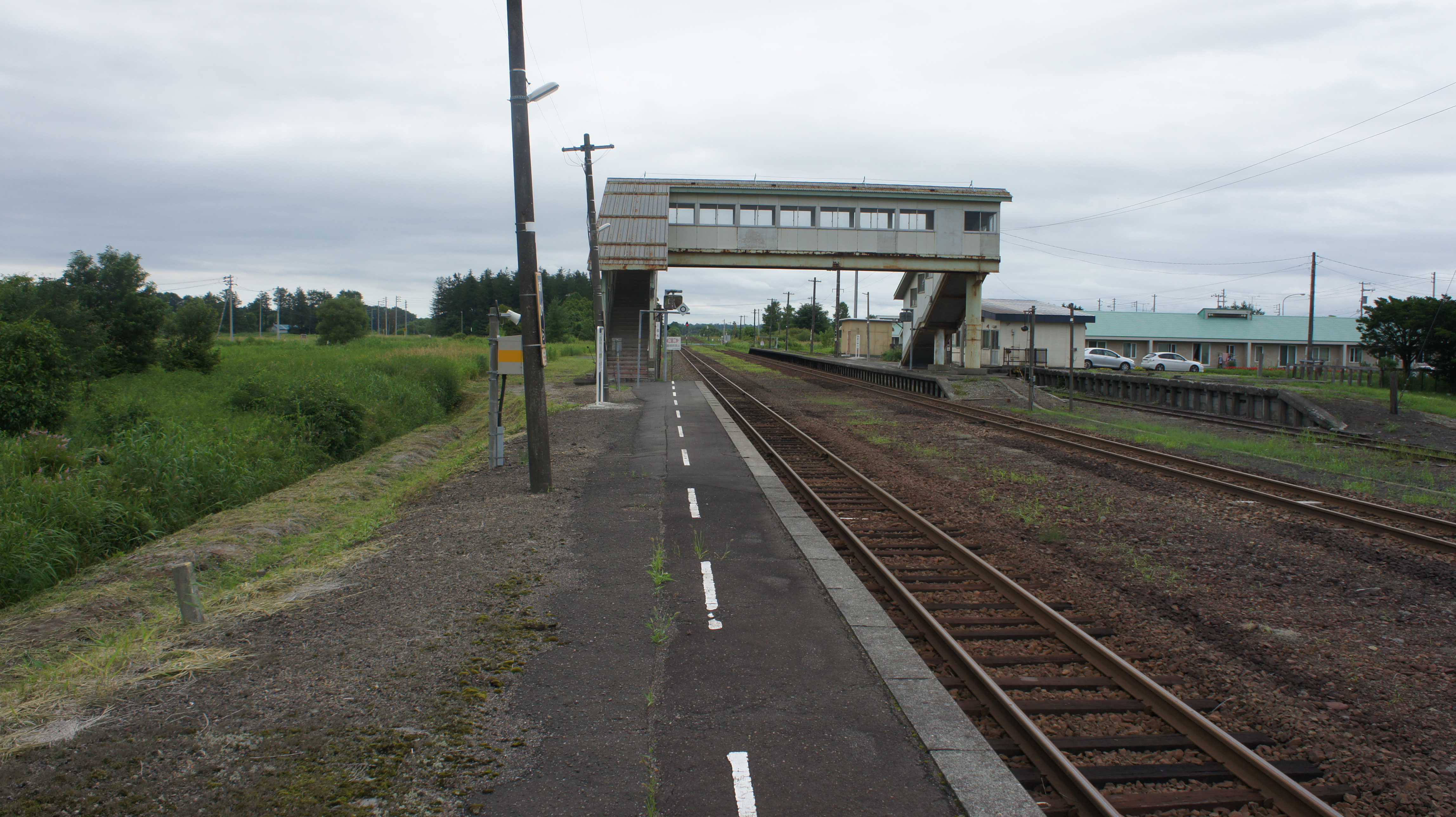
ホーム（2017年7月）
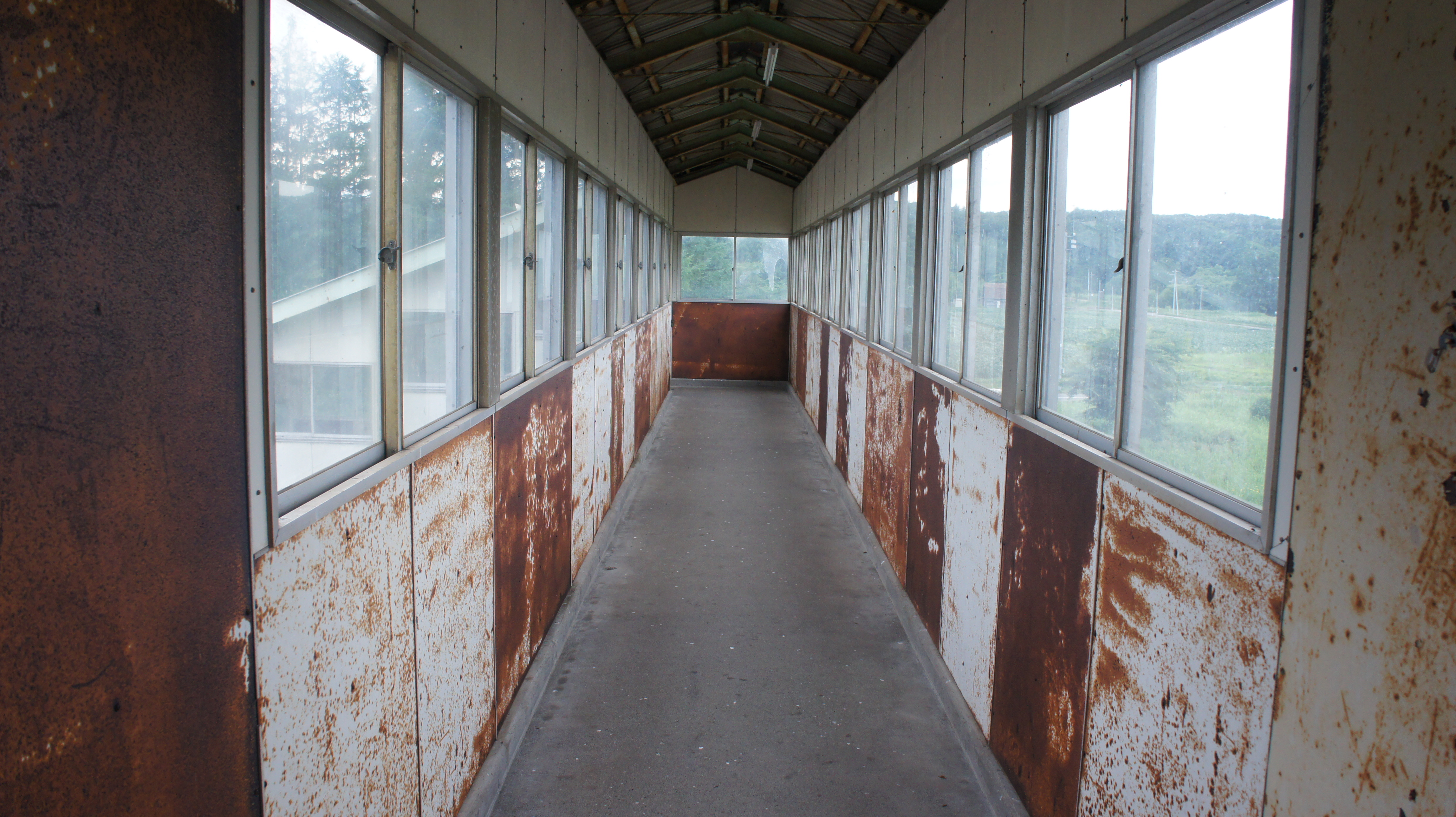
跨線橋（2017年7月）
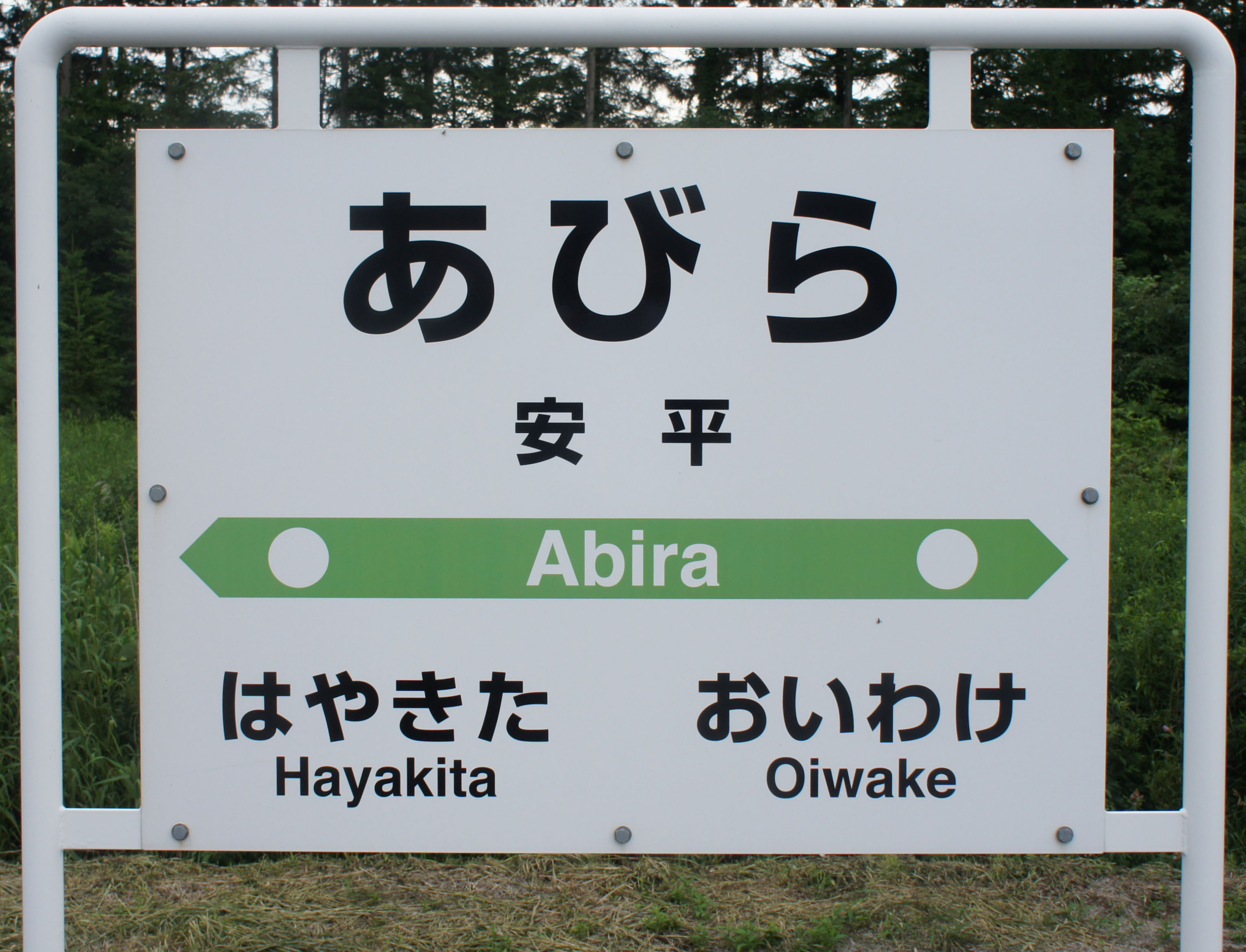
駅名標（2017年7月）

## 利用状況
乗車人員の推移は以下のとおり。年間の値のみ判明している年については、当該年度の日数で除した値を括弧書きで1日平均欄に示す。乗降人員のみが判明している場合は、1/2した値を括弧書きで記した。また、「JR調査」については、当該の年度を最終年とする過去5年間の各調査日における平均である。
| 年度               | 乗車人員 | 乗車人員 | 乗車人員 | 出典       | 備考            |
| 年度               | 年間     | 1日平均  | JR調査   | 出典       | 備考            |
| ------------------ | -------- | -------- | -------- | ---------- | --------------- |
| 1934年（昭和09年） | 31,325   | (85.8)   |          | [ 14 ]     |                 |
| 1981年（昭和56年） |          | (44.0)   |          | [ 15 ]     | 1日乗降人員：88 |
| 1992年（平成04年） |          | (43.0)   |          | [ 16 ]     | 1日乗降人員：86 |
| 2016年（平成28年） |          |          | 15.8     | [ JR北 1 ] |                 |
| 2017年（平成29年） |          |          | 15.4     | [ JR北 2 ] |                 |
| 2018年（平成30年） |          |          | 15.0     | [ JR北 3 ] |                 |
| 2019年（令和元年） |          |          | 14.0     | [ JR北 4 ] |                 |
| 2020年（令和02年） |          |          | 11.4     | [ JR北 5 ] |                 |
| 2021年（令和03年） |          |          | 10.4     | [ JR北 6 ] |                 |
| 2022年（令和04年） |          |          | 10.4     | [ JR北 7 ] |                 |
| 2023年（令和05年） |          |          | 9.0      | [ JR北 8 ] |                 |

## 駅周辺
周囲は住宅が並んでいる。
- 北海道道576号瑞穂安平停車場線
- 国道234号
- 苫小牧警察署安平駐在所
- 安平郵便局
- 安平町立安平小学校
- 熊ノ頭山
- 瑞穂ダム
- あつまバス「安平」停留所（国道234号線沿い）

## 隣の駅
北海道旅客鉄道（JR北海道）
室蘭本線
早来駅 - 安平駅 - 追分駅 (K15)